# 毛叶丁香罗勒
毛叶丁香罗勒（学名：Ocimum gratissimum var. suave）为唇形科罗勒属下的一个变种。